# 台灣新日化
台灣新日化股份有限公司（簡稱：台灣新日化），是台灣嘉義縣民雄鄉一間從事化學工業的公司，隸屬於耐斯企業旗下之跨國企業，成立於1990年2月7日，主要生產洗髮乳、洗衣粉等清潔用品，為台灣主要的化工廠商之一，與母公司耐斯企業同位於民雄工業區。

## 歷史沿革
- 1990年2月7日，台灣新日化股份有限公司由新日本理化株式會社、耐斯企業及琦昌化學（已解散）合資成立，總公司位在台灣嘉義縣民雄鄉，是耐斯企業集團（Nice Group）成員[6][7]。

## 關係企業
- 水牛厝公司[8][9]
- 蘿莎玫瑰山莊[10]
- 日化能源科技股份有限公司

## 產品
- 界面活性劑
- 特用化學品
- 洗衣粉
- 生質燃料[11][12][13]